# Treasure (canción)
«Treasure» —en español: «Tesoro»— es una canción interpretada por el cantante estadounidense Bruno Mars, incluida en su álbum, Unorthodox Jukebox. Fue lanzado el 17 de junio de 2013, como descarga digital a través de iTunes.

## Video musical
El video fue filmado en Levcon Studios en Los Ángeles, California, el 20 de mayo de 2013, el día después de la actuación en vivo de «Treasure» en los Billboard Music Awards.
En el video aparece Bruno Mars, con su banda, bailando; todos vestidos con chaquetas de color rojo brillante, luego, aparece una modelo bailando. Todo el escenario y la ambientación, está en total relevancia con los años 1970. La modelo que aparece en el vídeo bailando, es Taja Riley.
El video musical fue lanzado el 14 de junio de 2013, en la cuenta oficial de Mars en VEVO. El estilo del video musical recuerda al de la canción «Let's Groove», de la banda Earth, Wind & Fire.

## Créditos[6]
- Bruno Mars - Compositor y voz.
- The Smeezingtons - productor.
- Ari Levine - Ingeniero y compositor.
- Charles Moniz - Ingeniero adicional.
- Manny Marroquin - Mezcla.
- David Kutch - Mastering.
- Philip Lawrence - Compositor.
- Phredley Brown - Compositor.

## Recepción de la crítica
«Treasure», fue bien recibido por los críticos musicales. Jason Lipshutz de Billboard, escribió 

"Tengo la sensación de que «Treasure», con sus grandes armonías, ganchos clásicamente chiflados y matices con picardía sexual, en el modo musical, hace a Mars, el más feliz".

Melissa Maerz de Entertainment Weekly, comentó que la canción "hace que el Silk-jumpsuit disco, se sienta contemporáneo", mientras que Dan Hyman, de Spinin' Records, compara favorablemente a «Treasure», con el trabajo de la artista del disco estadounidense, Donna Summer.
Caroline Sullivan de The Guardian describió la canción como Sprightly disco thumper (golpeador de discoteca alegre). Robert Copsey de Digital Spy, dio a la canción una calificación de 4 sobre 5, e indica y dice: 

"Mars insiste con los años 80's, con guitarras funky lisas y ritmos disco de estilo retro, antes de declarar en la canción que su mujer es su "tesoro" y estrella de oro; "con un sentido de afecto descarado". El resultado suena como un "Rock With You", moderno, "una hazaña con la que pocos podrían salirse con la suya tirando tan auténticamente".

Jody Rosen, de Rolling Stone, comentó que «Treasure», es la crema innata de Michael Jackson en el Disco-soul,; mientras que Matt Cibula de Pop Matters comparó también la canción con el género "funky".
Mateo Horton de la Music, escribió que la pista tiene un "sabor dulce de principios de los 80's y el funk". Evan Rytlewski de The A.V. Club, opinó: 

"Bruno hábilmente se vende a sí mismo, como Maroon 5, pero como un sólo hombre"

Ryan Reed de Paste Magazine, dio a la canción una revisión positiva, escribiendo: 

«Treasure», es un tema  purificador, de géneros funk y pop, de sintetizador, con almohadillas pegajosas y enormes Slap-bass que llenan ese golpe de sonido como a través de "Air-humps".

## Posicionamiento en listas
| Lista (2013)                                             | Mejor posición |
| -------------------------------------------------------- | -------------- |
| Alemania (Offizielle Deutsche Charts)                    | 18             |
| Australia (ARIA)                                         | 10             |
| Austria (Ö3 Austria Top 40)                              | 17             |
| Bélgica (Flandes) (Ultratop 50)                          | 26             |
| Bélgica (Valonia) (Ultratop 50)                          | 13             |
| Canadá (Canadian Hot 100)                                | 4              |
| Corea del Sur (South Korea International Singles "Gaon") | 13             |
| Dinamarca (Tracklisten)                                  | 22             |
| Escocia (Scottish Singles Sales Chart)                   | 14             |
| Eslovaquia (Rádio Top 100)                               | 39             |
| Estados Unidos (Billboard Hot 100)                       | 5              |
| Estados Unidos (Mainstream Top 40)                       | 10             |
| Estados Unidos (Adult Top 40)                            | 11             |
| Estados Unidos (Adult Contemporary)                      | 23             |
| Francia (SNEP)                                           | 10             |
| Hungría (Rádiós Top 40)                                  | 4              |
| Irlanda (IRMA)                                           | 9              |
| Israel (Media Forest)                                    | 2              |
| México (Mexico Ingles Airplay Billboard)                 | 8              |
| Nueva Zelanda (Recorded Music NZ)                        | 7              |
| Países Bajos (Dutch Top 40)                              | 11             |
| Reino Unido (UK Singles Chart)                           | 12             |
| República Checa (Rádio Top 100)                          | 30             |
| Suiza (Schweizer Hitparade)                              | 28             |
| Venezuela (Pop/Rock General Record Report)               | 2              |